# Ocnogyna mauretanica
Ocnogyna mauretanica är en fjärilsart som beskrevs av Lucas. Ocnogyna mauretanica ingår i släktet Ocnogyna och familjen björnspinnare. Inga underarter finns listade i Catalogue of Life.